# 布萊頓和霍夫
布萊頓和霍夫（英語：Brighton and Hove），位於英國英格蘭東南區域東薩塞克斯郡，南臨英倫海峽，英格蘭的單一管理區、城市，人口251,400，面積87.54平方公里，行政總部位於霍夫。布萊頓-霍夫以北76公里（47英里）達英國首都倫敦，以東北13公里（8英里）達東薩塞克斯郡郡治雷威斯。

## 歷史
顾名思义，「布莱顿和霍夫」由布莱顿（其左半）和霍夫（其右半）组成。在1997年4月1日，布莱顿、霍夫两镇合併成「布莱顿和霍夫」，地位升格为单一管理区。在2000年，《皇室制诰》赐予布莱顿和霍夫城市地位，庆祝千禧年。东萨塞克斯郡既是非都市郡，又是名誉郡，而布莱顿和霍夫是单一管理区。如将东萨塞克斯郡看待为非都市郡，布莱顿和霍夫不属它的一部分；如将东布莱顿郡看待为名誉郡，布莱顿和霍夫行政上仍属它的一部分。

## 地方沿革
- 1854年，布萊頓升格為municipal borough。1889年4月1日執行的《1888年地方政府法案》，把他升格為郡自治市，範圍包括部分普雷斯頓和布萊頓教區。
- 1893年，奧爾德靈頓（Aldrington）教區併入霍夫
- 1898年，霍夫升格為municipal borough
- 1928年，Hangleton、Preston Rural、West Blatchington併入霍夫
- 1928年，Ovingdean、Patcham、羅廷迪安（Rottingdean）併入布萊頓
- 1974年4月1日生效的《1972年地方政府法案》，使濱海波茨萊德（Portslade-by-Sea，今波茨萊德）併入霍夫，而霍夫、布萊頓亦升格成為非都市區。
- 1992年成立的英格蘭地方政府委員會（Local Government Commission for England）建議廢除布萊頓、霍夫的Borough地位，兩地合併成單一管理區「布萊頓-霍夫」，在1997年4月1日生效至今。

## 政治

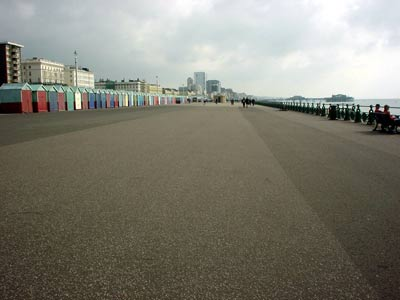
海濱長廊

布萊頓-霍夫共有21個選區（ward）。以下由西至東，北至南排列：
- 北波茨萊德（North Portslade）
- 南波茨萊德（South Portslade）
- Hangleton & Knoll
- 威什（Wish）
- 威斯迪恩（Withdean）
- 斯坦福（Stanford）
- 韋斯特伯恩（Westbourne）
- 戈爾德斯米德（Goldsmid）
- 霍夫中央（Central Hove）
- 不倫瑞克-阿德萊德（Brunswick & Adelaide）
- 帕查姆（Patcham）
- 普雷斯頓公園（Preston Park）
- 聖彼得斯-北拉恩（St. Peters & North Laine）
- 里真西（Regency）
- 霍靈伯里-斯坦默（Hollingbury & Stanmer）
- Moulsecoomb & Bevendean
- 漢歐弗-埃爾姆格羅夫（Hangover & Elm Grove）
- 女王公園（Queen's Park）
- 東布萊頓（East Brighton）
- 伍丁迪恩（Woodingdean）
- 羅廷迪安海岸（Rottingdean Coastal）

## 地理

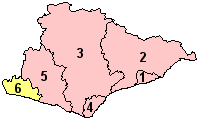
東薩塞克斯郡行政區劃圖：
1. 黑斯廷斯
2. 羅瑟區
3. 威爾登區
4. 伊斯特本
5. 劉易斯區
6. 布萊頓-霍夫

布萊頓-霍夫南臨英倫海峽，是集合城市「布萊頓-沃辛-利特爾漢普頓」的一部分，人口共461,181，位列英國第12位，僅次於北愛爾蘭的大貝爾法斯特（人口483,418）。
靠左的布萊頓與西薩塞克斯郡相鄰，西接埃德區，西北中薩塞克斯區；靠右的霍夫與東薩塞克斯郡相鄰，東接劉易斯區。

### 附近城市
以下列出布萊頓-霍夫行政總部霍夫附近的大城市（方位以霍夫為量度點）：
| 城市           | 方位 | 距離（公里 / 英里） | 距離（公里 / 英里） | 備註             |
| -------------- | ---- | ------------------- | ------------------- | ---------------- |
| 倫敦（西敏宮） | 北   | 76 km               | 47 mi               | 英國首都         |
| 雷威斯         | 東北 | 13 km               | 8 mi                | 東薩塞克斯郡郡治 |
| 奇切斯特       | 西   | 46 km               | 28 mi               | 西薩塞克斯郡郡治 |
| 雷丁           | 西北 | 92 km               | 57 mi               | 伯克郡郡治       |
| 朴茨茅夫       | 西   | 67 km               | 42 mi               | 位于汉普郡       |
| 黑斯廷斯       | 東北 | 50 km               | 31 mi               | 位於東薩塞克斯郡 |
| 伊斯特本       | 東南 | 30 km               | 19 mi               | 位於東薩塞克斯郡 |
| 克勞利         | 北   | 33 km               | 20 mi               | 位於西薩塞克斯郡 |
| 梅德斯通       | 東北 | 68 km               | 42 mi               | 肯特郡郡治       |
| 達特福德       | 東北 | 74 km               | 46 mi               | 位於肯特郡       |
| 古爾福德       | 北   | 55 km               | 34 mi               | 薩里郡郡治       |
| 貝辛斯托克     | 西北 | 82 km               | 51 mi               | 位於衡州郡       |
| 南安普敦       | 西   | 89 km               | 55 mi               | 位於衡州郡       |